# Richard H. Lehman

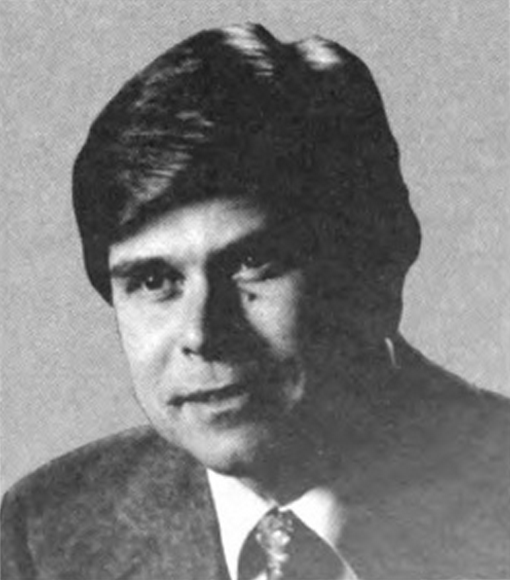
Richard H. Lehman (1985)

Richard Henry Lehman (* 20. Juli 1948 in Sanger, Kalifornien) ist ein US-amerikanischer Politiker. Zwischen 1983 und 1995 vertrat er den Bundesstaat Kalifornien im US-Repräsentantenhaus.

## Werdegang
Richard Lehman besuchte die öffentlichen Schulen seiner Heimat und danach bis 1968 das Fresno City College. Daran schloss sich bis 1969 ein Studium an der California State University in Fresno an. Er beendete seine Studienzeit im Jahr 1971 an der University of California in Santa Cruz. Von 1970 bis 1976 arbeitete Lehman für Staatssenator George Zenovich. Im gleichen Zeitraum war er auch Mitglied der kalifornischen Nationalgarde. Politisch schloss er sich der Demokratischen Partei an. Im August 1968 war er Delegierter zur Democratic National Convention. Zwischen 1976 und 1982 saß er als Abgeordneter der California State Assembly, wo er den Fraktionsvorstand der Demokraten angehörte.
Bei den Kongresswahlen des Jahres 1982 wurde Lehman im 18. Wahlbezirk von Kalifornien in das US-Repräsentantenhaus in Washington, D.C. gewählt, wo er am 3. Januar 1983 die Nachfolge von Bill Thomas antrat. Nach fünf Wiederwahlen konnte er bis zum 3. Januar 1995 sechs Legislaturperioden im Kongress absolvieren. Seit 1993 vertrat er dort den 19. Distrikt seines Staates. Lehman setzte sich unter anderem für den Umwelt- und Verbraucherschutz ein. Im Jahr 1994 wurde er nicht wiedergewählt. Heute arbeitet er für eine Lobbyistenfirma in Sacramento.